# 福島小蕾
福島小蕾（ふくしま しょうらい、1891年〈明治24年〉7月15日  - 1969年〈昭和44年〉2月1日）は俳人。島根県安来市今津生まれ。本名、亮。別号、梨東・梨東書屋主人。
広島高等師範学校文科中退。中学校長のち大正5年より神職。俳句は1906年(明治39年)に広江八重桜門に入り、のち奈倉梧月に師事。
「ホトトギス」「懸葵」を経て、「石楠」同人。「礼讃」(のち「白日」「契」「瓶麓」「俳句地帯」「地帯」と改題)主宰。
著書に句集『狭田長田』(昭17)。「狭田長田」「日々」「静日」「雫」。『土をしたふ』(昭和28)啓蒙書に『俳句の第一門』などがある。